# Кубок Испании по футболу 1932
Кубок Испании по футболу 1932 — 30-й розыгрыш Кубка Испании по футболу выиграл Атлетик Бильбао. Этот кубок стал двенадцатым в истории команды.
Соревнование прошло в период с 10 апреля по 19 июня 1932 года.

## Результаты матчей

### 1/4 финала
| Команда 1            | Итог | Команда 2        | 1-й матч | 2-й матч |
| -------------------- | ---- | ---------------- | -------- | -------- |
| Атлетик Бильбао      | 5:2  | Депортиво Алавес | 2:0      | 3:2      |
| Барселона            | 2:1  | Доностиа         | 1:0      | 1:1      |
| Спортинг Хихон       | 0:3  | Сельта           | 0:0      | 0:3      |
| Депортиво Ла-Корунья | 3:9  | Эспаньол         | 3:3      | 0:6      |

### 1/2 финала
| Команда 1       | Итог | Команда 2 | 1-й матч | 2-й матч |
| --------------- | ---- | --------- | -------- | -------- |
| Атлетик Бильбао | 12:1 | Эспаньол  | 8:1      | 4:0      |
| Барселона       | 4:2  | Сельта    | 3:0      | 1:2      |

### Финал
| 19 июня, 1932   | \| Атлетик Бильбао \| 1:0 \| Барселона \| \| Бата 55′ \| Голы \| \| | Чамартин, Мадрид Зрителей: 25 000 |
| Атлетик Бильбао | 1:0                                                                 | Барселона                         |
| Бата 55′        | Голы                                                                |                                   |